# Louis de Sancerre
Louis de Sancerre (1341 ou 1342 - 6 février 1402) est un chef militaire français durant la guerre de Cent Ans au service des rois Charles V et Charles VI, nommé Connétable de France, il est plus connu sous le nom de maréchal de Sancerre.

## Biographie

### Enfance
Louis de Sancerre est le deuxième fils du comte Louis II de Sancerre et de Béatrix de Pierrepont de Roucy. 
Lors de son baptême, il eut pour parrain son grand oncle Louis de Sancerre, seigneur de Sagonne, de Charpigny, Assigny et Villaubon. 
Il n'avait que 4 ans lorsque son père fut tué en 1346 à la bataille de Crécy. Il fut élevé sur ordre du roi Philippe de Valois avec les enfants de son fils le duc de Normandie.

### Carrière militaire

#### Premières armes
La Guerre de Cent Ans fait rage depuis 1337.
Le 18 juin 1359, à 17 ans, il fit ses premières armes au siège de Melun, avec le dauphin Charles, attira par sa bravoure l'attention du connétable Bertrand Du Guesclin, et de ce moment devint l'ami de ce grand homme. 
Louis de Sancerre fit montre à Selles-en-Berry, le 1er juin 1362.
Sur les terres familiales, il participa en 1364 à la défense victorieuse du château et la ville de Sancerre, attaqués par une compagnie menée par le capitaine anglais et chef de compagnie Jean Aymery, à côté de ses frères Jean et Robert.

La reconquête par Charles V des territoires concédés au traité de Brétigny.
Domaine royal
Apanages des frères du roi
Comté de Foix-Béarn autonome
Bretagne alliée aux Anglais
Possessions de Charles de Navarre allié des Anglais
- Chevauchée de Lancastre en 1369
- Chevauchée de Robert Knowles en 1370
- Chevauchée de Lancastre en 1373

#### Compagnon d'armes de Du Guesclin (1368-1380)
Louis seconda du Guesclin et Olivier de Clisson dans la reconquête de la Guyenne. Il rendit de grands services au roi Charles V qui le créa maréchal de France le 20 juin 1368 pour protéger Paris, sa capitale menacée par des compagnies gasconnes et anglaises. Le roi le nomma ensuite commandant de l’armée de Guyenne. On le connaît dès lors sous le nom de maréchal de Sancerre.
Louis est retenu pour servir aux guerres de Berry et d'Auvergne par lettre du 5 avril 1369.
En 1369, Louis força le comte de Pembroke à se retirer avec ses gens dans un village du Poitou nommé Puyrenon. Surpris par les Français du maréchal Louis de Sancerre, le comte n'eut que le temps de se barricader à l'Hôpitault. Jacques de Surgères accompagna le comte de Pembroke dans la chevauchée qu'il fit, en 1369, contre le vicomte Louis de Rochechouart et lorsqu'il fut surpris à Purnon par (…) de Sancerre,.
Pour contrer l'avance de Knolles, Du Guesclin et Sancerre forment chacun une armée (à Caen et à Vendôme). 
Le 11 août 1370, Louis de Sancerre, en compagnie de Jean, duc de Berry, part de Bourges en direction de Limoges.
Le 4 décembre 1370, Guesclin attaque par surprise, au petit matin, les Anglais de Thomas de Grandson (600 à 1 200 hommes) sur le Loir. Sancerre est encore à quelques heures de là; quand il apprend le succès de Pontvallain, il file au sud vers le corps armé anglais de Walter Fitzwalter, 3e baron FitzWalter, qui se replie sur Vaas. FitzWalter n'a pas le temps de placer son armée et est sèchement battu par Sancerre; Guesclin arrive sur la fin, pour compléter la victoire.
Louis de Sancerre commandait en Touraine l'armée, où figurait aussi son frère le comte de Sancerre, destinée à secourir Moncontour prise en 1370 par les Poitevins alliés aux Anglais.
Louis de Sancerre passa montre le 5 septembre 1371 à Tours, avec 21 chevaliers bacheliers et 58 écuyers, pour faire la guerre en Poitou. Louis de Sancerre combat, en 1372, les Anglais en Limousin, Guyenne, Languedoc et délivre Sainte-Sévère par un siège victorieux mis en place dans les premiers jours de juillet avec les ducs de Berry et de Bourbon, et Du Guesclin. Il met 144 hommes d'armes en garnison au château d'Aisse en Limousin et y fait montre le 15 janvier 1372. Le 24 avril, il arriva à Limoges, ville reprise par le Prince Noir après un bref siège du 14 au 19 septembre 1370. Il y loge aux Jacobins. Il reçut les révérences des consuls et bourgeois. Louis somma tant les consuls que les habitants de se soumettre à l'obéissance du roi comme ils l'avaient promis. Après le serment des bourgeois et des habitants de la ville, le maréchal entra dans la ville avec ses gens, enseignes déployées, et il fit mettre les bannières du roy de France aux portes de Limoges.
En 1375, Louis prend Cognac, Saint-Sauveur-le-Vicomte et combat les Compagnies, et les seigneurs d'Auvergne qui se livrent au brigandage. 
Le château de Grignols est assiégé et pris par le maréchal de Sancerre en 1376. La compagnie de Louis de Sancerre est reçue à Périgueux, le 8 septembre 1376. Le 5 décembre 1376, Louis, dans une lettre adressée au sénéchal d’Angoulême, ordonna qu’il fût fait une levée d’argent pour compléter l’expulsion des ennemis anglais. En juillet et août 1377, lors d'une nouvelle campagne en Guyenne, le duc d'Anjou et Sancerre enlèvent 134 villes et forteresses. Fin juillet, l'armée se regroupe à Poitiers avec plus de 2 000 hommes; ils partent le 1er août, passent par Nontron, Brantôme, Bourdeilles (prise après sept jours de siège), Périgueux, et arrivent devant Bergerac le 22 août qui tombera le 3 septembre. Les Chroniques de Froissart nous disent comment, lors du siège de Bergerac par Du Guesclin… « le seigneur de Duras, Galhard, a été fait prisonnier par le maréchal de Sancerre, avec lui, les seigneurs, de Madaillan, sire de Rauzan, Bérard d’Albret de Langoiran et Raymond de Montault de Mussidan », cédés au duc d’Anjou 30 000 francs d’or, le 14 septembre. Sainte-Foy et Castillon sont prises le 20, la citadelle de Saint-Macaire tombe le 8 octobre, Langon, le 8 octobre et Duras, le 27.
Au commencement d'avril 1379, le maréchal de France et son lieutenant Pierre de Mornay, sénéchal de Périgord, étant à Sarlat avec nombre de gens de guerre, apprirent que les Anglais des garnisons du fort de Vitrac, de Monvalen, de Millac, Paluel et autres, font dessein de les attaquer en chemin et, pour avoir des forces davantage, prennent de Sarlat un bon nombre d'hommes et écrivirent au sieur de Beynac qui vient avec soixante hommes bien armés. Ils vont se loger en embuscade près de Salagnac où ils savaient que les Anglais devaient passer. Ils partent en deux troupes, le maréchal en commandait l'une et le sénéchal, avec le sieur de Beynac, l'autre. Les Anglais ne manquent point de venir et s'engager entre les deux troupes où ils sont chargés si brusquement et si courageusement par les Français qu'une grande partie demeure sur place.
En 1379, la forteresse de Châlucet, proche de Solignac et de Limoges, est aux mains de la bande du brigand Paya Negra. Selon les Annales manuscrites, pour les en chasser, la ville dut mobiliser hommes et finances en 1380. Cette même source semble indiquer que Bertrand Du Guesclin aurait participé à l’expédition contre les routiers de Châlucet, aux côtés de Louis de Sancerre.

#### La mort de Du Guesclin
En juillet 1380, Louis est présent au siège de la forteresse de la baronnie de Châteauneuf-de-Randon, où il seconde le connétable Du Guesclin. Ce dernier sentit son état « Je viens, dit-il au maréchal de Sancerre, d'examiner, en considérant cette épée, si j'ai manqué à la bien employer; j'avoue que d'autres que moi en auraient fait meilleur usage, mais personne n'aurait eu des intentions plus pures ; je ne regrette en mourant que de n'avoir pas chassé tout à fait les Anglais du royaume, comme je l'avais espéré ; Dieu en a réservé la gloire à quelque autre qui en a sera plus digne que moi ; c'est peut-être à vous, monsieur le maréchal, que le Ciel en fera la grâce ; je le souhaite et vous regarde comme l'homme du royaume à qui l'honneur en appartient principalement » Ensuite il se fît découvrir la tête et dit au maréchal : « Recevez-la de ma main, et je vous supplie, en la rendant au roi, de lui exprimer toute ma reconnaissance de ses bienfaits, et mes regrets des fautes que je pourrais, par imprudence, avoir faites contre son service, mais qui n'ont jamais été volontaires ; assurez-le que je meurs son serviteur, et le plus humble de tous. Il embrassa tendrement ce seigneur, qui reçut l'épée, fondant en larmes, et tous les assistants comme lui. Puis s'adressant aux vieux capitaines dont son lit était environné : « Mes chers compagnons, vous voyez mon état, et que la mort qui me surprend me laisse privé de ce que j'aurais voulu faire pour vous ; mais que cela ne vous décourage pas : si je ne puis plus parler au roi en votre faveur, que vos services parlent pour vous, continuez de le bien servir ; il est juste et généreux, et je compte qu'il vous récompensera comme vous l'avez mérité. Mais avant de mourir, je veux dire encore une parole que je vous ai dite mille fois : souvenez-vous que, partout où vous ferez la guerre, les ecclésiastiques, le pauvre peuple, les femmes et les enfants ne sont point vos ennemis ; que vous ne portez les armes que pour les défendre et les protéger ; je vous l'ai toujours recommandé ainsi, et je vous le répète pour la dernière fois, en vous disant mon dernier adieu, et me recommandant à vous. »
Alors que le maréchal de Sancerre s'était avancé sur les bords du fossé de la forteresse assiégée, et avait sommé le gouverneur de rendre la place: ce dernier répondit qu'il avait donné sa parole à Du Guesclin et qu'il ne se rendrait qu'à lui. Alors de Sancerre avoua que le connétable venait de décéder. « Eh bien ! reprit le gouverneur, je porterai les clefs de la ville sur son tombeau. »
Louis de Sancerre fit préparer la cérémonie d'enterrement du connétable.

#### La reconquête de la Guyenne
Puis, le maréchal de Sancerre s’avança en Guyenne et mit le siège devant Montguyon, à une journée de marche de Libourne. Il assiste le 4 novembre 1380 au sacre de Charles VI dans la cathédrale de Reims; et le jour du festin royal, on le vit avec Clisson, La Trémouille et Goucy servir le roi à table, tous les quatre armés de pied en cap. 
À la suite de la mort de Du Guesclin, il reçut le commandement des armées du jeune roi en Guyenne, en 1381, pour la défendre des Anglais. Vers 1381, Pons de Langeac est capitaine en Auvergne sous ses ordres,.

#### Campagne en Flandre et à Paris
Lors des États provinciaux de Clermont, convoqués le 29 juillet 1382, Louis de Sancerre, Maréchal de France, fut chargé de reprendre les forteresses prises par les Anglais moyennant 26 000 livres payées par les trois états .
Au combat du Pont de Comines, en 1382, Louis de Sancerre, conduisant une petite troupe de cavaliers français, attaque un grand nombre de Flamands. En parlant de ce combat, Froissart dit : « Là crioit-on : Saint Py, Laval, Sancerre, Anguien ! et autres cris qu’ils crièrent dont il avoit gendarmes ». Le 27 novembre 1382, il commande l’avant-garde française à la bataille de Roosebecke où il subit, comme la bataille de son souverain, les coups de la puissante artillerie flamande. La victoire appartient cependant à l’armée française.
En 1383, lors de troubles à Paris, lorsque leur avant-garde eut brisé la porte Saint-Denis, Sancerre et le sire de Coucy firent arracher de leurs gonds trois autres portes de Paris, entre celle-ci et celle de Saint-Antoine, afin que toutes manières de gens d'armes pussent entrer de jour et de nuit.
Louis de Sancerre réussit à provoquer à partir de 1383-1384 à Sagonne l’institution de quatre foires ainsi que d’un marché hebdomadaire le samedi, certainement en récompense de ses exploits militaires mais également en compensation de sa modeste dotation de cadet. Il fit construire une tour dans le château de Sagonne.
Louis de Sancerre retourna en Guyenne pour faire face aux entreprises des Anglais en 1383 et 1385. En 1384, le maréchal de Sancerre soumet Marseille et quelques autres places de Provence. Sancerre est envoyé en Angleterre en 1385,.

#### Lieutenant et capitaine général du roi
En 1386, Louis de Sancerre est également lieutenant et capitaine général du roi en pays de Limousin, la Marche, Xaintonge, Angoulême et de Pierregort et en tout le pays de Guyenne par deçà la Dordogne.
Le 17 mai 1386, le roi lui confie la garde des châteaux de Cognac, de Merpins et de Châteauneuf. Cette même année, le maréchal de France assiège le château de Bouteville (Charente). En 1387, Louis de Sancerre chassa les Anglais du château de La Rochandry.
Des bandes de pillards ayant pris pour refuge les châteaux de la région d'Angoulême, le maréchal de Sancerre fit démolir, en 1387, les châteaux de Jarnac, Bourg-Charente et Merpins. Le maréchal de Sancerre s'est rendu au siège de Châteauneuf-sur-Charente, de Vibrac et de Merpins. La revue de Louis de Sancerre fut reçue à Merpins, le 1er février 1387 et à Poitiers le 15 février 1387.
La même année 1387, Louis de Sancerre acquiert / possède la seigneurie de Charpignon (à Sury-ès-Bois) ainsi que les terres de Thou qui en dépendent.
Il mena la vie dure aux Anglais depuis l'expiration des dernières trêves, et les deux partis sentaient le besoin d'en faire de nouvelles. C'est ce qui arriva dans ce même mois d'août 1388. Cette même année, il est envoyé dans le midi au moment des négociations relatives au mariage du Duc Jean de Berry avec Jeanne de Boulogne qui vivait à la cour du comte de Foix, son cousin. Le 18 mai 1389, Charles VI relève Berry de sa lieutenance en Languedoc et la confie à Sancerre. Le 10 décembre 1390, Louis de Sancerre fut nommé gouverneur du Languedoc. Il le restera jusqu'en 1401. En juin, il joue un rôle d'intermédiaire entre la reine Yolande d'Aragon et le roi Charles VI pour sceller l'alliance entre les deux royaumes. Louis est seigneur d'Ambrault en 1391.
Le 15 de mars, qui est dix jours avant la fin de l'an 1392, les Anglais prennent Dome tant la ville que le château, mais ilz ne les tinrent que 43 jours, car au commencement d'avril 1393, qui est 15 jours après la surprise, Louis de Sancerre, maréchal de France, les assiège et, le 27 dudit mois d'avril, les prend et les remet en obéissance de France.

#### Connétable de France (1397-1402)

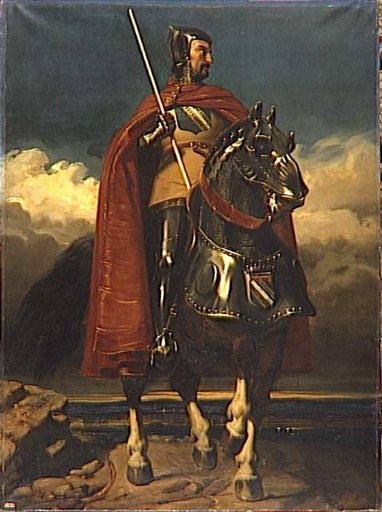
Louis de Champagne, de Sancerre, connétable de France en 1397, Jules-Claude Ziegler, 1834, musée historique de Versailles

Il fut créé connétable de France le 26 juillet 1397, à la mort du comte d'Eu, Philippe d'Artois, et prêta serment au roi le 22 juillet. Durant l'été, Louis de Sancerre chasse les Grandes Compagnies du Languedoc. Louis prête serment pour sa charge de connétable, le 11 septembre. 
Louis est présent le 6 mai 1398 avec son frère le comte Jean III au mariage de Jean VI de Pierrepont dit de Roucy, leur cousin, et d'Elizabeth, fille de Jean de Montagu, Grand Maître de France, tous les deux enfants. Toujours en 1398, Louis dirigea les armées du roi contre le Captal de Buch, Archambaud de Grailly, du comté de Foix et traita avec lui pour le faire sortir du parti de l’Angleterre. À Saverdun, le connétable de Sancerre soumet le comté de Foix et les autres domaines à l'autorité royale : les habitants prêtent fidélité au roi le 30 août 1398. Louis se rend maître des Bordes, du Fossat, de Daumazan, Saint-Ybars, de la Bastide-de-Besplas… et entreprend la prise du château de Montaut le 24 janvier 1399. Le 10 mai 1399, par le traité de Tarbes, le comte de Foix-Grailly abandonne le parti anglais. Le connétable de Sancerre avait déjà conquis quelques-uns de ses châteaux.
Charles VI ayant de nouveau sombré dans la folie, il envoya de Guyenne à Paris deux ermites « médecins » au chevet du roi Charles VI dans l'espoir d'obtenir sa guérison. Vers la Pentecôte 1399, le roi « fou » donne l'ordre à Louis de Sancerre, alors à Toulouse, de lui apporter le Saint-Suaire de Cadouin.

### La fin d'un grand chef de guerre

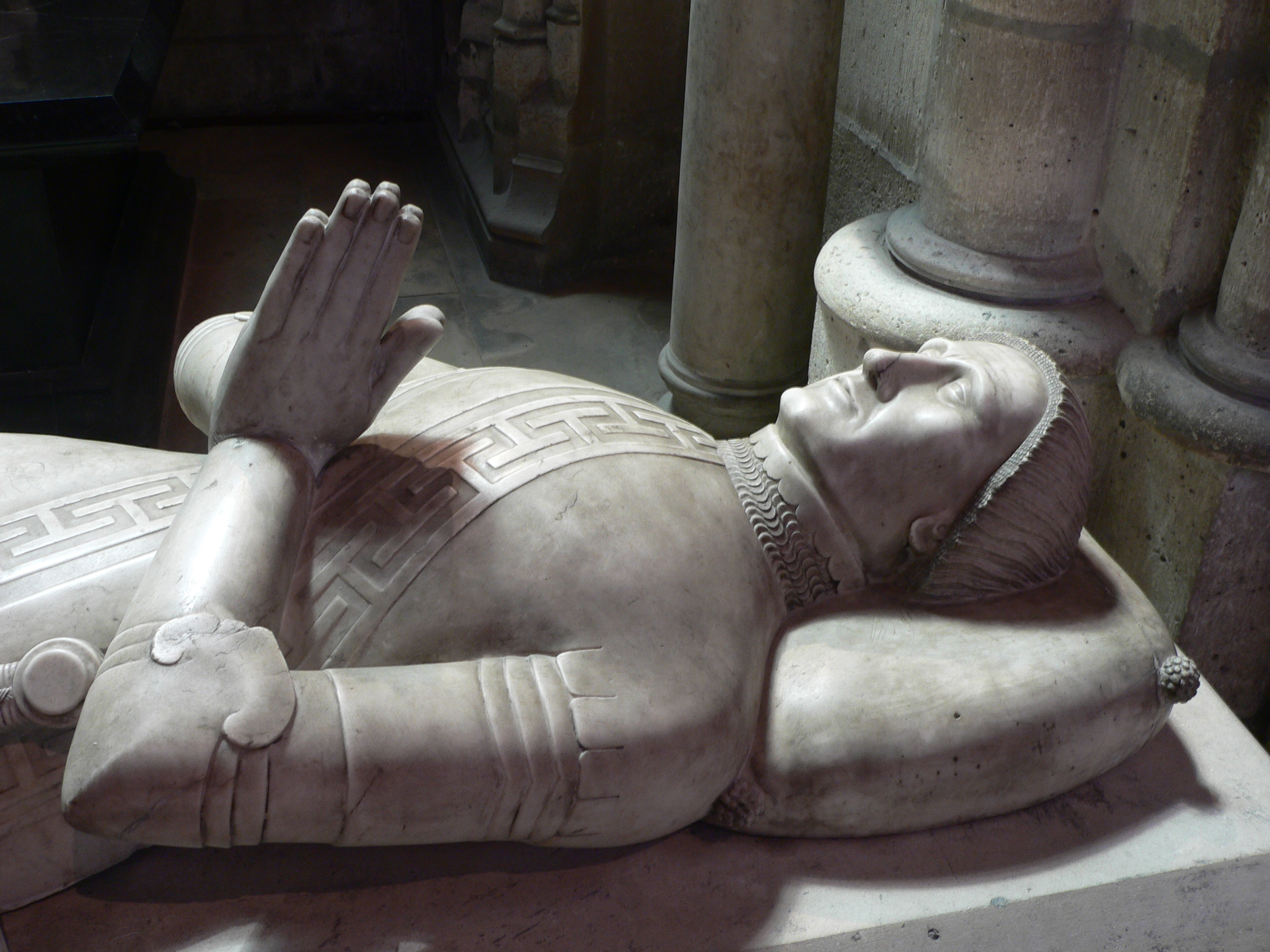
Gisant de Louis de Sancerre à la basilique Saint-Denis

Selon Jacques Faugeras, on note, vers la fin de sa vie, des relations tendues avec le duc Jean de Berry.
En 1401, le connétable de Sancerre, malade, se démet de son gouvernement de Languedoc. Agonisant, il fit son testament le 4 février où il nomma comme exécuteur testamentaire : Louis, duc d'Orléans, Arnaud de Corbie, chancelier de France, Jean de Roucy, évêque de Laon, son cousin, Guichard Dauphin, son beau-frère, Guichard Dauphin le jeune, son neveu, et quelques autres seigneurs et officiers.
Sentant la mort venir, il se fit apporter cette épée, que jadis il avait reçue des mains de Duguesclin mourant, et dit aux chevaliers qui l'entouraient : « Mes compagnons, je l'ai loyalement et diligemment gardée, tant que j'ai vécu, je la rends au roi avec pareille fidélité. Je recommande mon âme à ses prières, et le supplie que je sois enterré en l'Église de Saint-Denis que j'ai toujours tenu en dévotion spéciale.».
Il mourut des suites d'une longue maladie le mardi 6 février 1402. Louis fut inhumé le 19 février en la basilique de Saint-Denis, du côté gauche de la chapelle Saint-Jean-Baptiste, chapelle du roi Charles V, sous la voûte de la « grande montée qui va au chœur ». Son gisant de marbre blanc, fut jadis sur une dalle de marbre noir. « Ses funérailles furent célébrées solennellement en présence des ducs de Bourgogne et d'Orléans et d'un grand nombre de barons ».
Pendant la Révolution française, sa tombe fut profanée et son cadavre exhumé le 22 octobre 1793. Ses cheveux étaient peignés avec trois longues tresses.

### Possessions immobilières
Louis de Sancerre possédait :
- à Bourges : un hôtel appelé le Petit Palais, par la suite demeure du trésorier de la Sainte Chapelle,
- à Paris : un hôtel revendu en 1397 (situé dans l'actuel VIe arrondissement de Paris[41], au niveau des no 5-7, rue des Grands-Augustins[42]).

Le duc Jean de Berry lui avait concédé la jouissance du château et de la terre de Lury, à titre viager.
Louis de Sancerre revend au sire de Beaujeu la terre de Chalamont en Bresse qu'il avait achetée le 29 juin précédent dudit sire[pas clair].

## Descendance, testament et héritiers

### Descendance naturelle
Les sources n'attestent d'aucune alliance. De ses liaisons, Louis eut deux enfants naturels :
- Louis, à qui il légua sous conditions de mariage et de descendance à naitre ses terres de Barleu, à La Ferrière à Barlieu, et Beroust, avec leurs droits, justices et appartenances. À priori, celui-ci n'eut aucune descendance puisqu'au début du XVe siècle, la seigneurie de Barlieu est vendue à Martin Gouges de Charpaigne, évêque de Clermont, chancelier du duc de Berry. Jacques de Montmorin en hérite, tuteur de son fils Pierre (héritier de son oncle Martin décédé), et la vend à Jacques Cœur en 1448, pour la somme de deux mille écus d'or.
- Jehannette, à qui il légua 2000 Livres[36] et son hôtel de Carcassonne avec ses dépendances[44], mariée à Jean de la Teillaye[45],[46], conseiller du roi.

### Testament
Comme exécuteurs testamentaires, il nomme :
- le duc Louis d'Orléans,
- Arnaud de Corbie, chancelier de France,
- Jean de Roucy, évêque de Laon, son cousin,
- Philippe des Moulins, évêque de Noyon,
- Guillaume IV de Melun, comte de Tancarville,
- Jean, sire de Montagu, grand maître d’hôtel du roi,
- Guichard Ier Dauphin, maître des arbalétriers du roi, époux de sa nièce,
- Guichard II Dauphin, le jeune, son petit neveu,
- Robert de Bonnay, son cousin,
- Henry de Marle, président du Parlement,
- le seigneur de Heugueville, le sire Divry et Jehan, sire de Montenay, chevaliers :
- Jehan de Thevenon, Bemart de Théméricourt, Jehan Foucaut, Archambeaut de Villars, Artus de Langon, Jean de la Teillaye, écuyers ;
- Jean Jouvenel, avocat et conseiller du roi au Parlement de Paris,
- Robert de la Buxiere, chanoine de la cathédrale de Bourges,
- Pierre Ratier, chantre de la cathédrale de Bourges.

Pour la bonne exécution, il donna 100 francs à chacun des exécuteurs testamentaires ci-dessus.

### Héritiers
- Sa nièce, Marguerite et sa sœur cadette Isabeau de Sancerre, leurs époux, sont qualifiés d'héritiers de Louis de Sancerre.
- Isabeau (ou Isabelle) de Sancerre (née vers 1342-  après 1391), est qualifiée de dame de Bommiers, puis par ses mariages, de Cléry et de Vouzon, de la Bussière[47]. Elle épouse Pierre de Gracay, seigneur de La Ferté-Nabert, d’Isle de Cléry et de Vouzon (mort vers 1363).

Veuve, elle épouse en secondes noces, vers 1365, Guichard Ier (mort en 1403), baron de La Ferté-Chauderon, seigneur de Jalligny et maître des arbalétriers,. 
Elle eut deux fils, Guichard, vers 1365 ou 1371 et Louis qui finit sa courte vie au monastère de Marseigne.
La Chronique du religieux de Saint-Denys nous apprend qu'il recommande à son neveu, Guichard Dauphin, d'écarteler ses armoiries avec les siennes et lui lègue la jouissance perpétuelle et à titre héréditaire de la meilleure partie de sa seigneurie de Sancerre.
Son fils Guichard Dauphin II hérita de son oncle Louis de Sancerre d'un livre de Geoffroi de Charny qui est inventorié en 1413 au château de Jaligny provenant d'un lot de manuscrits qui se trouvait au château de Bommiers.
À ne pas confondre avec une « cousine » homonyme qui épouse Arnould de Bonnay, seigneur de Précy, vers 1384-1389. En 1384, Arnould de Bonnay, seigneur de Quantilly, marié à Isabeau de Sancerre, dame de Menetou, peut se prévaloir du titre de seigneur de Menetou. En 1391, elle est qualifiée de femme d'Arnoul de Bannay, dame de la Bussière. Un procès eut lieu entre le seigneur de La Ferté-Imbault, Guillaume d'Harcourt, et Arnoul de Bonnay, chevalier, seigneur de Souesmes à cause d'Ysabeau de Sancerre, sa femme, etc. Selon un autre auteur, Isabeau aurait été la femme de Robert de Bonnay et non celle d'Arnoul : « Isabeau de Sancerre, si j'en crois les titres de l'abbaye Saint-Sulpice, ayant épousé, non pas Arnoul, mais Robert de Bonnay, seigneur de Menetou ».
- Vers 1360-1370, dans un Mandement du comte de Blois (Louis II de Blois-Châtillon?) au receveur du Château-Renault, touchant Arnoul de Bonnay (et non Ernoul de Bouvay), ce dernier est qualifié d'« héritier de Louis de Sancerre »[55],[56]. En 1402, Robert et Philippe de Bonnay, sont qualifiés de « cousins » de Louis de Sancerre.